# Идол
И́дол (греч. εἴδωλον, др.-рус. идолъ; также, кумир, фантом, истукан, божок) — материальный предмет, который служит объектом религиозного поклонения и магических действий. В представлениях поклоняющихся — изображает (замещает) божество, вмещает его или сам является им.
Идолы известны с эпохи палеолита (в частности, палеолитические венеры). Культ идола — идолопоклонство — известен с древности.
В переносном смысле идолом называется предмет особенного, слепого, безрассудного поклонения.

## Этимология
Слово заимствовано из старославянского языка, в который, в свою очередь, попало из греческого языка; др.-греч. εἴδωλον (eidōlon) первоначально означало «изображение», затем — «такое изображение, которому поклоняются». В частности, «идол» (церк.-слав. iдѡлы) упоминается в Библии (Быт. 31:34)
Слово идол также имеет этимологические связи со словом eidos (эйдос, идея).

## Религия
Обычно термин используется для обозначения скульптурных изображений, ростовых или фрагментарных (погрудных, головы́). Также идолы могут представлять собой плоскостные изображения лица (личина, маска). Идолы могут быть как небольших, так и монументальных размеров; являться навершиями шестов, жезлов, частью одежды (нагрудные украшения, маски). 
Идолы могут составлять часть архитектурной композиции, чаще всего располагаясь в центре огороженного пространства, такого как святилище, храм, на противоположной от входа стороне, перед входом или на фронтальной части. Нередко идолы располагаются в специальных нишах, ящиках и др.
Как формы идолов некоторые авторы могут рассматривать христианские иконы, распятие и т. п.

## Философия
Демокрит стремился к объяснению чувственного восприятия как истечения мельчайших частиц (eidola) от воспринимаемого объекта. Эта теория и термин «idolum» имели известность в позднем Средневековье, когда они были связываны с «второсортным», неполноценным знанием.
В переносном смысле идол означает относительные и ограниченные идеи и принципы, которым ошибочно придаётся абсолютное значение. С этим связан условный смысл, в котором термин идол употреблял Фрэнсис Бэкон для обозначения предрассудков и иррациональных склонностей, которые мешают истинному познанию (лат. idola tribus, idola specus, idola fori, idola theatri): большое распространение получило употребление термина идол Бэконом в «Новом органоне» для обозначения четырёх главных источников ошибок, распространённых в философии и науке. Предложенная им типология заблуждений человеческого ума (идол разума) включает: «призраки» рода, имеющие своим основанием саму природу человека; «призраки» пещеры, заблуждения конкретного человека или группы, которые обусловлены «малым миром», «пещерой» индивида или группы; «призраки» рынка, возникающие при взаимном общении людей; призраки театра, «которые вселились в души людей из разных догматов философии, а также из превратных законов доказательств». К последним «призракам» он относил, в частности, софистику, крайний эмпиризм, взамен полноценных обобщений дающие поверхностные, невежественные суждения, и суеверие.

## Cм. также
- Идолы у славян
- Японский идол